# Kaspaza-8
Kaspaza-8 (EC 3.4.22.61, FLICE, FADD-sličan ICE, MACH, MORT1-asocirani CED-3 homolog, Mch5, sisarski Ced-3 homolog 5, CASP-8, ICE-slična apoptotička proteaza 5, FADD-homologna ICE/CED-3-slična proteaza, apoptotička cisteinska proteaza, apoptotička proteaza Mch-5, CAP4) je enzim. Ovaj enzim katalizuje sledeću hemijsku reakciju
Neophodno je prisustvo Asp ostatka u P1 poziciji. Preferentno dolazi do razlaganja sekvence (Leu/Asp/Val)-Glu-Thr-Asp-(Gly/Ser/Ala)
Kaspaza-8 je efektor/izvršilac kaspaze, kao što su i kaspaza-2 (EC 3.4.22.55), kaspaza-9 (EC 3.4.22.62) i kaspaza-10 (EC 3.4.22.63).

## Spoljašnje veze
- Caspase-8 на 